# FM 오이타
FM오이타는 일본의 FM라디오 방송국으로 오이타현에서 방송을 실시하고 있다.
JFN에 가맹했으며 애칭은 Air-Radio FM88(혹은 FM OITA), 콜사인은 JOJV-FM이다.

## 개요
- 1990년 10월 1일 개국했으며 1년후인 1991년 10월 1일 JFN에 정식 가맹했다.
  - 개국 당초에는 독립방송국으로 개국했으며 이 방송국이 대도시권 이외의 지역에서 최초로 개설된 독립 FM 방송국이었기 때문에 많은 방송국들이 관심을 가졌다.
- 일본의 남자 탤런트 유스케 산타마리아는 전국적으로 유명해지기 전 이 방송국에서 DJ로 근무했던 적이 있었다.

## 연혁
- 1990년 1월 30일 - 라디오 예비 면허 교부
- 1990년 4월 4일 - (주)FM오이타 설립
- 1990년 10월 1일 - 개국
- 1991년 10월 1일 - JFN 가맹

## 주파수
- 오이타 방송국:88.0MHz(출력:1kW)
- 구스 중계국:89.3MHz(출력:100W)
- 나카쓰 중계국:84.9MHz(출력:10W)
- 사이키 중계국:81.8MHz(출력:10W)
- 다케다 중계국:81.8MHz(출력:10W)
- 히타 중계국:85.1MHz(출력:10W)
- 쓰쿠미 중계국:80.7MHz(출력:10W)

## 오이타현에 있는 다른 텔레비전·라디오 방송국
- NHK 오이타 방송국
- 오이타 방송(OBS)(TV는 도쿄 방송 계열,라디오는 JRN&NRN 계열)
- TV 오이타(TOS)(후지 TV·니혼 TV 계열)
- 오이타 아사히 방송(OAB)(TV 아사히 계열)